# Museo archeologico statale di Ascoli Piceno
Il Museo archeologico statale di Ascoli Piceno è ospitato all'interno di Palazzo Panichi in Piazza Arringo. Nasce con la funzione di Museo del Territorio e in particolare della fascia più meridionale dell'area ascolana: la valle del Tronto e valle del Tesino con un'espansione fino alla valle del Salino, in provincia di Teramo, che nell'Ottocento gravitava su Ascoli.
Dal dicembre 2014 il Ministero per i beni e le attività culturali lo gestisce tramite il Polo museale delle Marche, nel dicembre 2019 divenuto Direzione regionale Musei.

## Storia
La struttura museale venne istituita nel 1981 e si è sviluppata partendo dal nucleo originario della Civica collezione archeologica, accresciuta nel corso degli anni dai risultati degli scavi condotti dalla Soprintendenza archeologica delle Marche.

## La sede

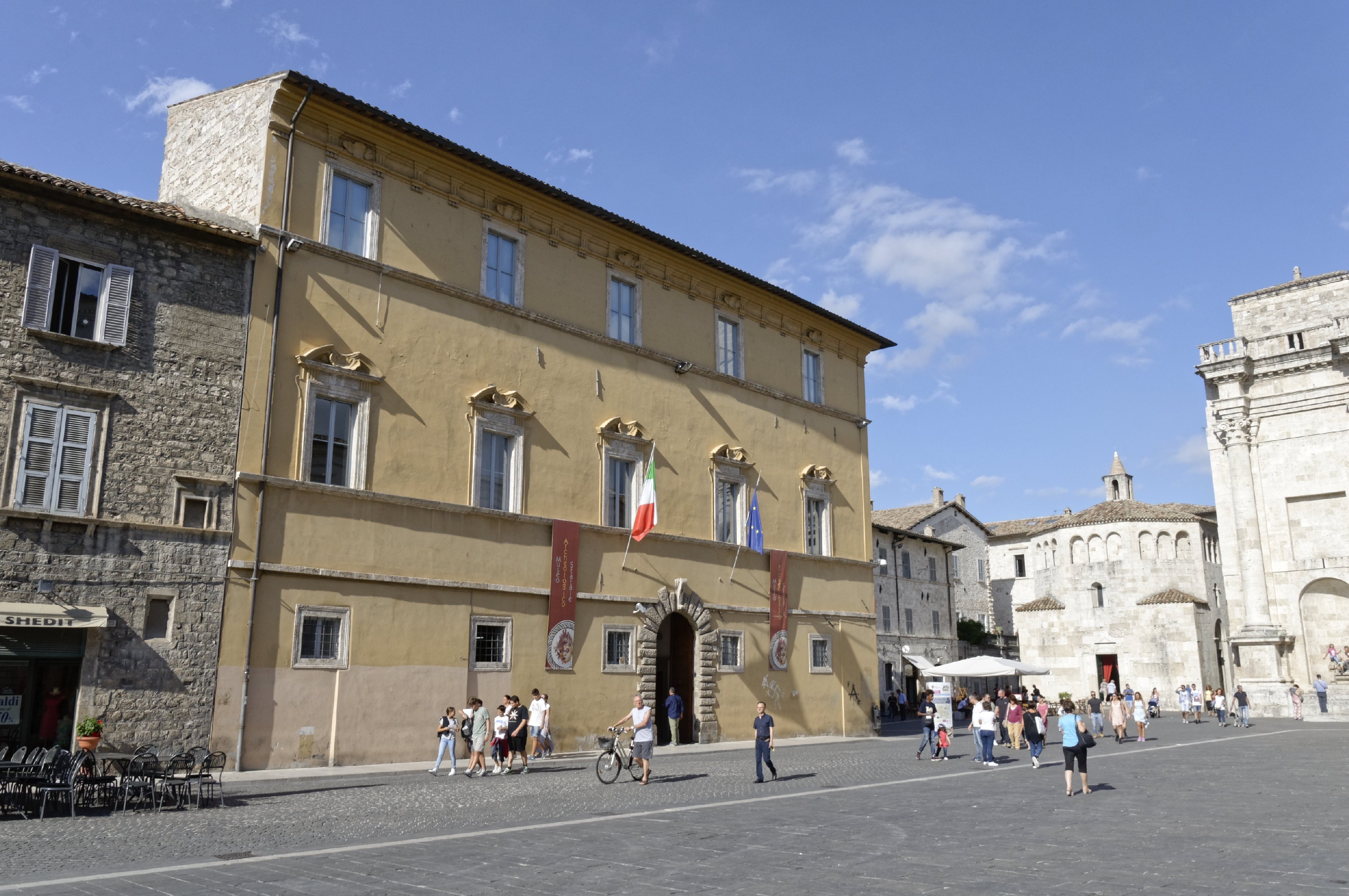
Palazzo Panichi sede del Museo archeologico statale

Il Museo è ospitato nel palazzo Panichi, residenza cinquecentesca, sorta, come è avvenuto abitualmente in innumerevoli casi di edilizia pubblica e privata ascolane, sulle fondamenta di un edificio più antico, come peraltro attesta la facciata laterale Est all'imbocco di Via dei Bonaccorsi, sulla quale sono evidenti le tracce di almeno due ordini di finestre tamponate di una casa medievale, su cui in parte si sovrappongono le finestre riquadrate del XVI secolo. Al medesimo periodo si riferisce il cortile a tre ordini di arcate in travertino disposte su due dei quattro lati. 
La facciata principale, sulla piazza. è caratterizzata dal portale bugnato e due ordini di finestre, di cui quelle del piano nobile recano l'iscrizione sull'architrave "IO - MARIA - SPI", abbreviazione che fa riferimento al governatore Giovanni Maria Spinola, committente del rifacimento cinquecentesco. Tale fronte fu poi ulteriormente rimaneggiato nel XVIII secolo, quando fu probabilmente intonacato ed inserite le aggiunte in stucco alle finestre, che furono sormontate da timpani curvilinei spezzati, con l'inserimento di un elemento a conchiglia nel loro spazio interno, ed inquadrate da stipiti "ad orecchie", di ipotetica impronta giosafattesca. Nel salone principale sono esposti gli affreschi originali della facciata del palazzo.

## Allestimento
Il percorso espositivo comprende due sezioni: Protostoria, focalizzata sui Piceni fino alla romanizzazione; Sezione Romana e lapidario, nonché materiale proveniente da scavi recenti. 
L'esposizione archeologica comprende anche ricostruzioni scientifiche che facilitano la comprensione dei pezzi, come il salone in cui manichini di dame e guerrieri degli antichi villaggi, sono abbigliati ciascuno col suo particolare costume o armamento. Significativi, tra i materiali piceni, quelli provenienti dalle necropoli del Salino e di Monteprandone; per l'età romana, il mosaico con erma bifronte del Palazzo di Giustizia e il ritratto di Traiano.